# Falang (anatomi)
Falang är den medicinska och anatomiska termen för fingrarnas och tårnas ledande rörben (i plural falanger).
De 56 olika falangerna i kroppen har inga individuella namn, utan betecknas dels efter vilket finger eller vilken tå de sitter i, och dels efter avståndet från kroppen:
- Distala falanger (Distalis Phalanx) är längst ut på fingrarna/tårna (där nageln sitter).
- Proximala falanger (Proximalis Phalanx) är längst in på fingrarna/tårna vid knogarna (går ihop med Metacarpus via Articulationes metacarpophalangeae (knogled)).
- Intermediala falanger (Intermedia Phalanx) är mellan distala falangerna och proximala falangerna. Tummen och stortån saknar dock intermediala falanger.

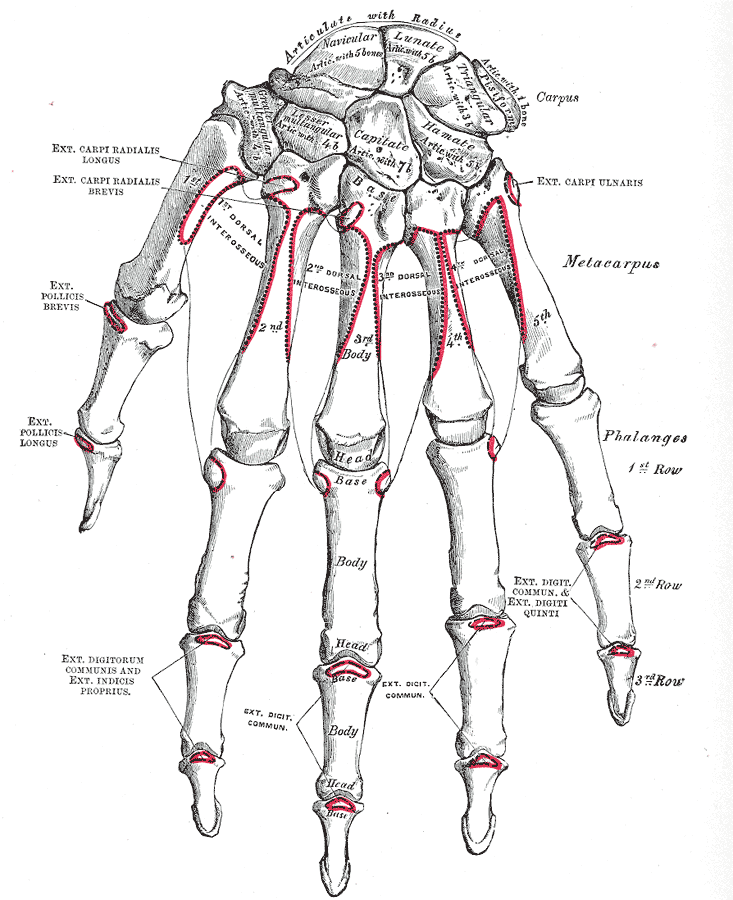
Handens falanger
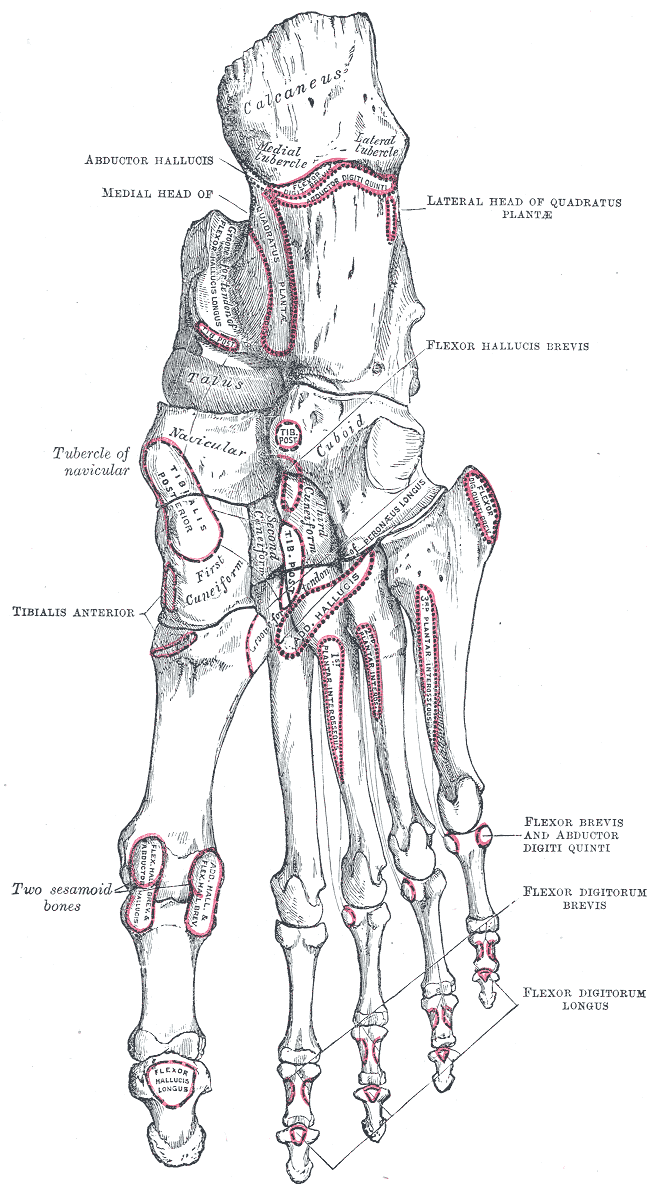
Fotens falanger